# Tomohiro Yamauchi
Tomohiro Yamauchi (山内 智裕 Yamauchi Tomohiro?, nacido el 5 de septiembre de 1987 en Kagoshima) es un futbolista japonés que se desempeñaba como defensa.

## Trayectoria

### Clubes
| Club            | País  | Año         |
| --------------- | ----- | ----------- |
| FC Gifu         | Japón | 2010 - 2011 |
| FC Kagoshima    | Japón | 2011 - 2013 |
| Matsue City FC  | Japón | 2014 - 2015 |
| Kochi United SC | Japón | 2016 -      |

## Estadística de carrera

### J. League
| Club    | Año   | J. League | J. League | Copa J. League | Copa J. League | Total | Total |
| Club    | Año   | Part.     | Goles     | Part.          | Goles          | Part. | Goles |
| ------- | ----- | --------- | --------- | -------------- | -------------- | ----- | ----- |
| FC Gifu | 2010  | 5         | 0         | -              | -              | 5     | 0     |
| FC Gifu | 2011  | 0         | 0         | -              | -              | 0     | 0     |
| Total   | Total | 5         | 0         | 0              | 0              | 5     | 0     |